# Holmtjärnen (Piteå socken, Norrbotten, 727358-169976)
Holmtjärnen är en sjö i Piteå kommun i Norrbotten och ingår i Åbyälvens huvudavrinningsområde. Sjön är 10 meter djup, har en yta på 0,228 kvadratkilometer och är belägen 370,1 meter över havet.
Sjön ligger i naturreservatet Lill-Huvberget.

## Delavrinningsområde
Holmtjärnen ingår i det delavrinningsområde (727416-169822) som SMHI kallar för Mynnar i Sodokselet. Medelhöjden är 383 meter över havet och ytan är 5,09 kvadratkilometer. Det finns inga avrinningsområden uppströms utan avrinningsområdet är högsta punkten. Vattendraget som avvattnar avrinningsområdet har biflödesordning 2, vilket innebär att vattnet flödar genom totalt 2 vattendrag innan det når havet efter 106 kilometer. Avrinningsområdet består mestadels av skog (92 procent). Avrinningsområdet har 0,43 kvadratkilometer vattenytor vilket ger det en sjöprocent på 8,4 procent.